# Roeland P. van der Marel
Roeland P. van der Marel est un astrophysicien de l'Institut scientifique du télescope spatial de Baltimore (États-Unis).

## Biographie
Il est né aux Pays-Bas. Il a acquis un amour pour la science à un âge précoce et a tourné sa curiosité sur la nature de l'Univers dans sa profession.
Il a obtenu un M.Sc. en astronomie et en mathématiques à l'université de Leyde, puis un doctorat en astronomie pour une thèse intitulée profils de vitesse et de modélisation dynamique des galaxies.
La NASA lui a accordé une bourse de Hubble pour venir aux États-Unis poursuivre ses recherches, où il a travaillé pendant trois ans à l'Institute for Advanced Study à Princeton. Là il est devenu un utilisateur fréquent du télescope spatial Hubble.
Il a ensuite muté au Space Telescope Science Institute (STScI) à Baltimore comme Fellow de l'Institut (plus tard rebaptisé Giacconi Fellowship).
Il a séjourné au STScI, où il est maintenant un astronome titulaire au sein du personnel scientifique. Il est également professeur adjoint au Département de physique et d'astronomie à proximité de l'Université Johns Hopkins.
Au STScI, il a dirigé des équipes responsable du soutien d'étalonnage et d'utilisation de l'Advanced Camera for Surveys (ACS) et de la caméra à grand champ Planetary 2 (WFPC2), instruments du télescope spatial Hubble, et des questions liées à la structure du télescope, mise au point et Détection de front d'onde et de contrôle sur l'avenir télescope spatial James Webb mission (lancement prévu en 2018).
Il est un expert sur la structure et la dynamique des galaxies et des systèmes stellaires dans notre Univers proche, et sur les trous noirs centraux qu'ils contiennent souvent. Ses travaux de recherche et les images qu'il a obtenues avec le télescope spatial Hubble ont été discutés à la télévision et à la radio et dans les journaux, les magazines et les expositions du musée à travers le monde.
Il est membre de l'Union astronomique internationale, l'American Astronomical Society et du Club des astronomes néerlandais.

## Travaux
Il a révélé, à l'aide des mesures effectuées grâce au télescope Hubble en 2002 et 2010, que dans le plan du ciel, la galaxie d'Andromède se déplace à une vitesse de 17 km/s.

## Publications
Il a écrit plus de deux cents articles dans des revues scientifiques, des livres et d'autres publications.